# Tai yang you er
Tai yang you er è un film del 1996 diretto da Ho Yim.